# Francis Gleeson
Francis Gleeson (Templemore, 28 de mayo de 1884 - 26 de junio de 1959) fue un sacerdote católico irlandés que sirvió como capellán castrense de regimientos irlandeses en el ejército británico durante la Primera Guerra Mundial. Educado en varios seminarios cerca de Dublín, Gleeson fue ordenado en 1910 y trabajó en un hogar para los ciegos antes de presentarse como voluntario para el servicio militar tras el estallido de la guerra. Destinado al Royal Army Chaplains' Department, adjuntado al segundo batallón de los Royal Munster Fusiliers, antes de la Primera batalla de Ypres. Durante esta batalla se afirma que Gleeson tomó el mando del batallón después de que todos los oficiales fueran incapacitados por el enemigo. Los soldados le tenían el alta consideración por su atención a los heridos bajo fuego enemigo y por sus visitas a las trincheras en la primera línea del frente de batalla, donde les llevaba cartas y regalos.
El 8 de mayo de 1915, en vísperas de la Batalla de Aubers Ridge, Gleeson se dirigió a su batallón montado a caballo frente a un santuario de la carretera y concedió la absolución general a los soldados. El batallón, compuesto por más de 590 hombres, sufrió severas bajas en la batalla y cuando volvieron posteriormente se reunieron sólo 200 soldados y 3 oficiales. La absolución de Gleeson fue objeto de una conocida pintura de Fortunino Matania, La última absolución general de los Munsters en Rue du Bois, que se hizo a petición de la viuda del oficial al mando del batallón. Al terminar su año de servicio a finales del año 1915, Gleeson regresó a Dublín y trabajó como párroco, pero volvió a ejercer como capellán castrense en el ejército en 1917, donde sirvió dos años más. Después de la guerra, regresó a Irlanda, ejerciendo el sacerdocio en varias iglesias cercanas a Dublín y como canónigo del cabildo metropolitano de la Archidiócesis de Dublín, hasta su muerte en 1959.
Sus diarios durante la Primera Guerra Mundial han sido digitalizados y publicados en internet en el año 2015 por el University College Dublin.